# دوغانلي (أديامان)
دوغانلي (بالكردية: Şeyînkan‏) (بالتركية: Doğanlı)‏ هي قرية كرديّة تتبع إداريّاً لمديرية أديامان في محافظة أديامان التركية الواقعة في جنوب شرق الأناضول. وبلغ عدد سكانها 330 نسمة في عام 2021.